# 東方基金會
東方基金會（葡萄牙語：Fundação Oriente），其總部設在葡萄牙里斯本，面向亞洲地區（尤其是曾為葡萄牙殖民地及屬地），以推動葡萄牙歷史、文化研究和促進與當地合作的機構；基金會於1986年成立，目前在印度果阿、澳門和東帝汶等地均設有辦事處。
該基金會在澳門的辦事處，主要參與東方葡萄牙學會和澳門葡文學校的管理事務，同時也支援旅居世界各地的葡萄牙人及社群，加強彼此之間的聯繫。該辦事處所在的東方基金會會址，為聯合國教科文組織世界文化遺產“澳門歷史城區”的建築群之一。
而該基金會在果阿的辦事處，則主要參與支援當地葡語教學，以及促進葡萄牙和印度的文化交流工作。
東方基金會每年也頒發獎學金，給遠東地區的學生到葡萄牙深造，以及葡萄牙學生到遠東地區修讀當地語言。另外，在里斯本設有“資料文獻中心”，重點收藏有關東亞歷史和葡萄牙人在東方擴張歷史的文獻和書籍。該中心為葡萄牙國內收藏葡文以外的漢學資料最豐富的場所。

## 外交風波
東方基金會過去的資金來源問題等，一度令到中華人民共和國與葡萄牙之間引發一場外交風波。事緣澳門旅遊娛樂有限公司（澳娛）在澳門經營的博彩業專營權合約於1986年屆滿，澳葡政府在與之續約至2001年時，提出多項附帶條件，其中包括要把該公司淨利的百分之5（後來是毛利的百分之1.6）撥給同年成立的東方基金會。但是，由於東方基金會的資金主要用於支付葡萄牙在亞洲地區使館的文化辦事處的活動經費，和以低於市場價值購入多幢具有歷史價值的澳門建築物（如葡萄牙駐澳門領事館），而沒有真正用於澳門，又由於澳娛的專營合約跨越1999年，即澳門回歸之年，因而引起中國方面的高度關注。
據當時出任中葡聯合聯絡小組中方首席代表過家鼎的回憶，當初葡萄牙對中方異議的態度是“很傲慢的”，主要是因為當時有中華人民共和國官方機構希望得到東方基金會的資助。有鑒於此，中方宣佈在東方基金會問題解決之前，一概不准所有中國機構與該基金會發生關係。
有關東方基金會問題的談判，從1993年開始至1997年為止。中葡兩國最後達成了澳娛不再向東方基金會撥款、另外由一個以澳門為基地的基金會接受澳娛撥款（即後來的“澳門發展與合作基金會”）、東方基金會在澳門的財政收入應主要用於澳門、確保澳門人士參與基金會的管理機關等協議。

## 外部連結
- 東方基金會網站 （页面存档备份，存于）